# Carlos Gardel (subte de Buenos Aires)
Carlos Gardel es una estación de la línea B de la red de subterráneos de la ciudad de Buenos Aires, Argentina, ubicada debajo de la Avenida Corrientes y su intersección con la calle Agüero, en el barrio de Balvanera en la zona conocida como el Abasto.
La estación fue inaugurada el 17 de octubre de 1930 con el nombre de Agüero, que en diciembre de 1984, le fue modificado para homenajear a Carlos Gardel. El 12 de junio de 1933 se inauguró una conexión subterránea con el Mercado de Abasto de Buenos Aires, actualmente un centro comercial.

## Decoración
La estación Carlos Gardel posee varios murales: en el andén sur el mural Gardel por tres de Andrés Compagnucci homenajea al célebre cantante de tango y en el andén norte Abasto, del mismo autor reproduce la fachada de dicho mercado, ubicado en las afueras de la estación; ambos fueron realizados en el 2000.
En el vestíbulo de la estación hay otros dos murales realizados en 1998 por la ceramista Gloria Ingeborn Ringer con diseño de Carlos Páez Vilaró, de temática gardeliana; y un filete realizado por León Untroib en el 2000. Completa la decoración un mural confeccionado por alumnos de una escuela primaria instalado en el andén norte en 1984. En 2015 el artista Marino Santa María realizó cuatro murales para la estación, dos de su serie Gardel hay uno solo (ubicados en el vestíbulo y andén norte) y uno en homenaje al tango con un fragmento de La Cumparsita en partitura (vestíbulo) y otro al Mercado de Abasto (andén sur).[cita requerida]

## Cultura popular
Dentro de su historia, se puede destacar que en esta estación cantó Kevin Johansen, como parte de la miniserie Combinaciones.
Mañana en el Abasto es una canción de rock de Argentina, compuesta por Luca Prodan y perteneciente al tercer álbum  de la banda Sumo, After Chabón, editado en el año 1987. La canción nombra la estación Carlos Gardel en uno de sus versos.

## Hitos urbanos
Se encuentran en las cercanías de esta:
- Abasto de Buenos Aires
  - Museo de los Niños
- Escuela Primaria Común N° 6 Gral. Martín Rodríguez
- Colegio N.º 5 Bartolomé Mitre
- Colegio N.º 14 Juan José Paso
- Escuela de Música de Buenos Aires
  - Conservatorio Superior de Música Manuel de Falla
  - Conservatorio Superior de Música de la Ciudad de Bs. As. Astor Piazzolla
- Centro Educativo de Nivel Primario N° 4
- Tango Escuela Carlos Copello
- Teatro El Extranjero
- Ciudad Cultural Konex

## Galería de imágenes

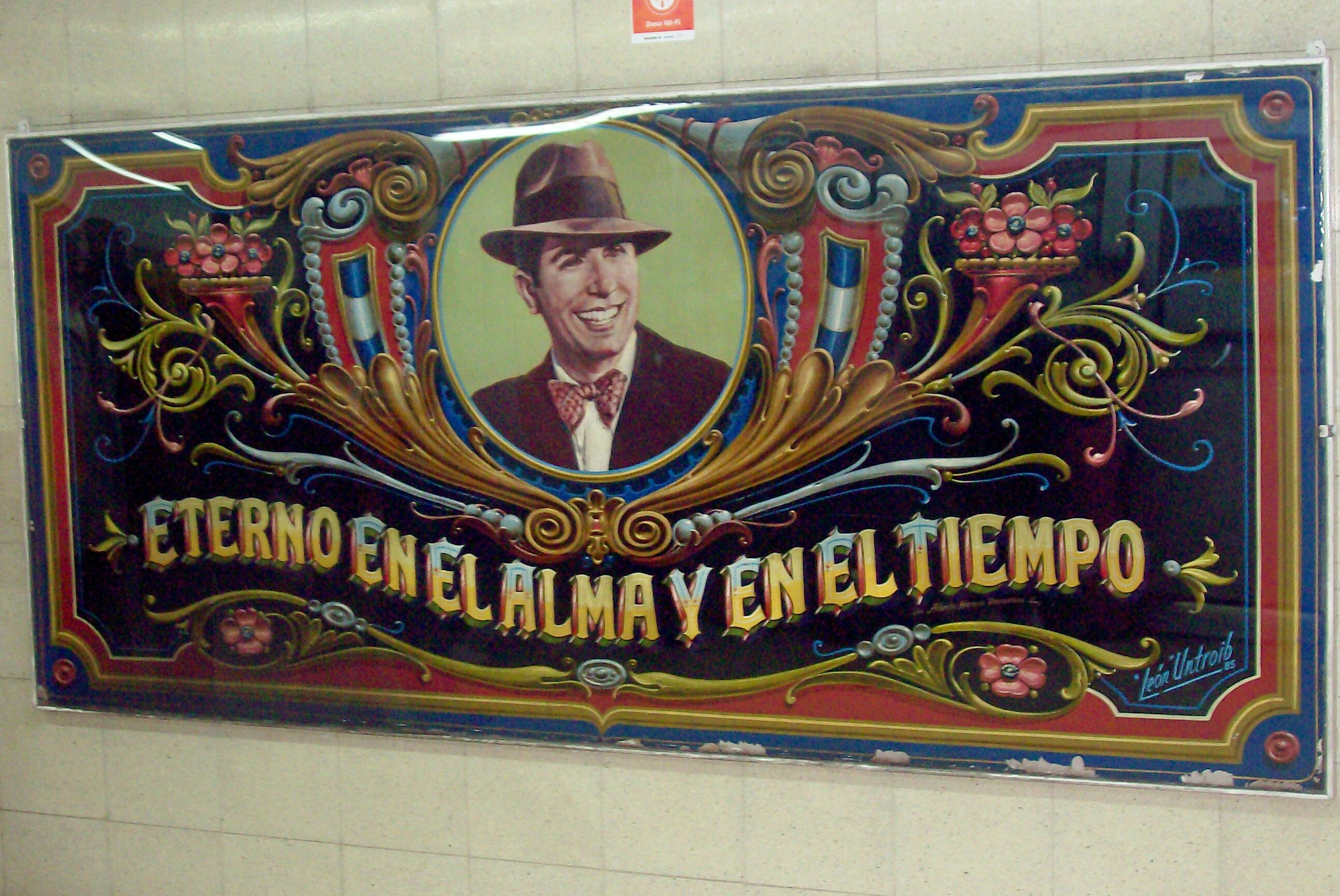
Retrato de Carlos Gardel frente a la boletería de la estación, obra del fileteador León Untroib.
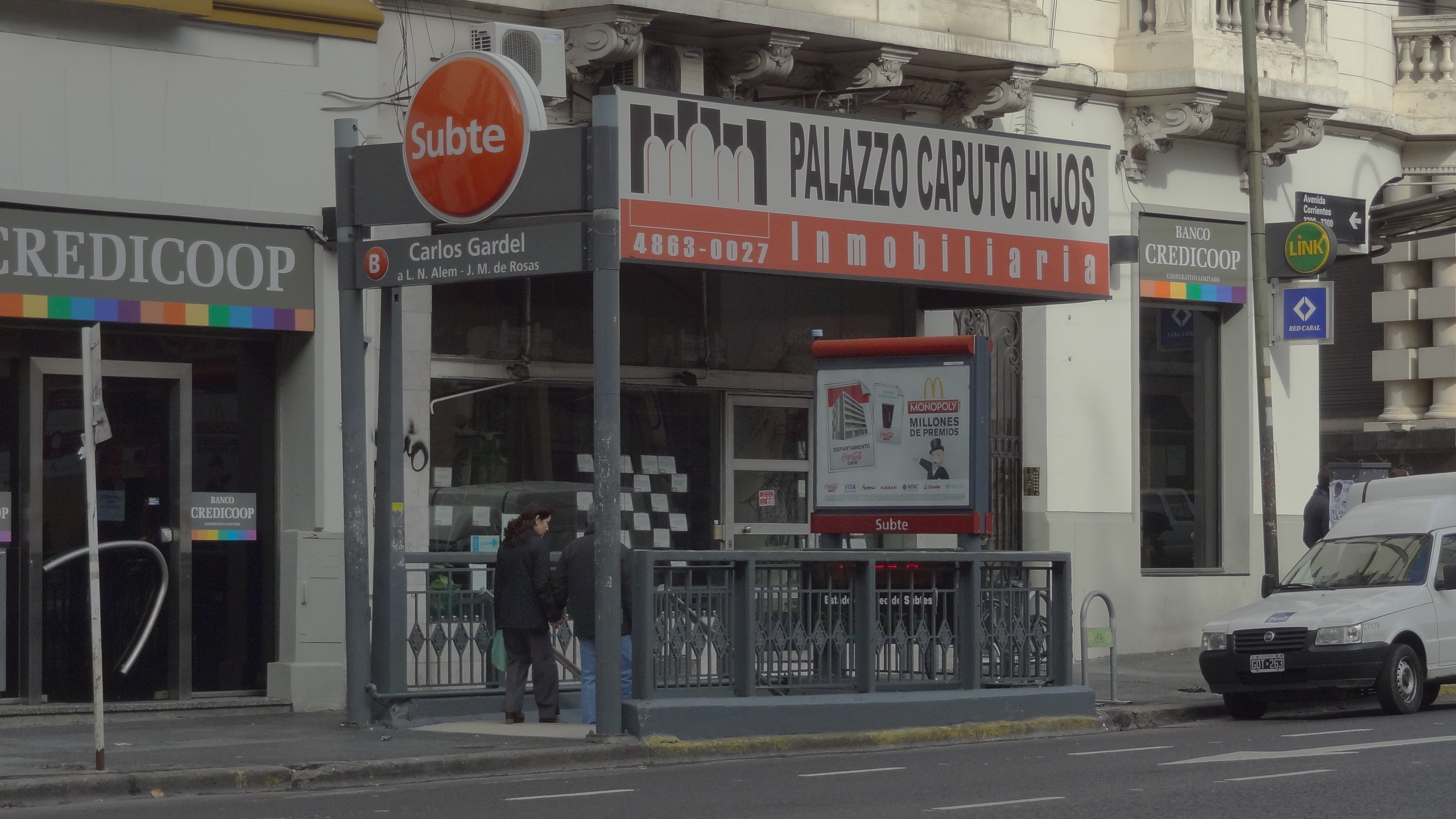
Acceso.
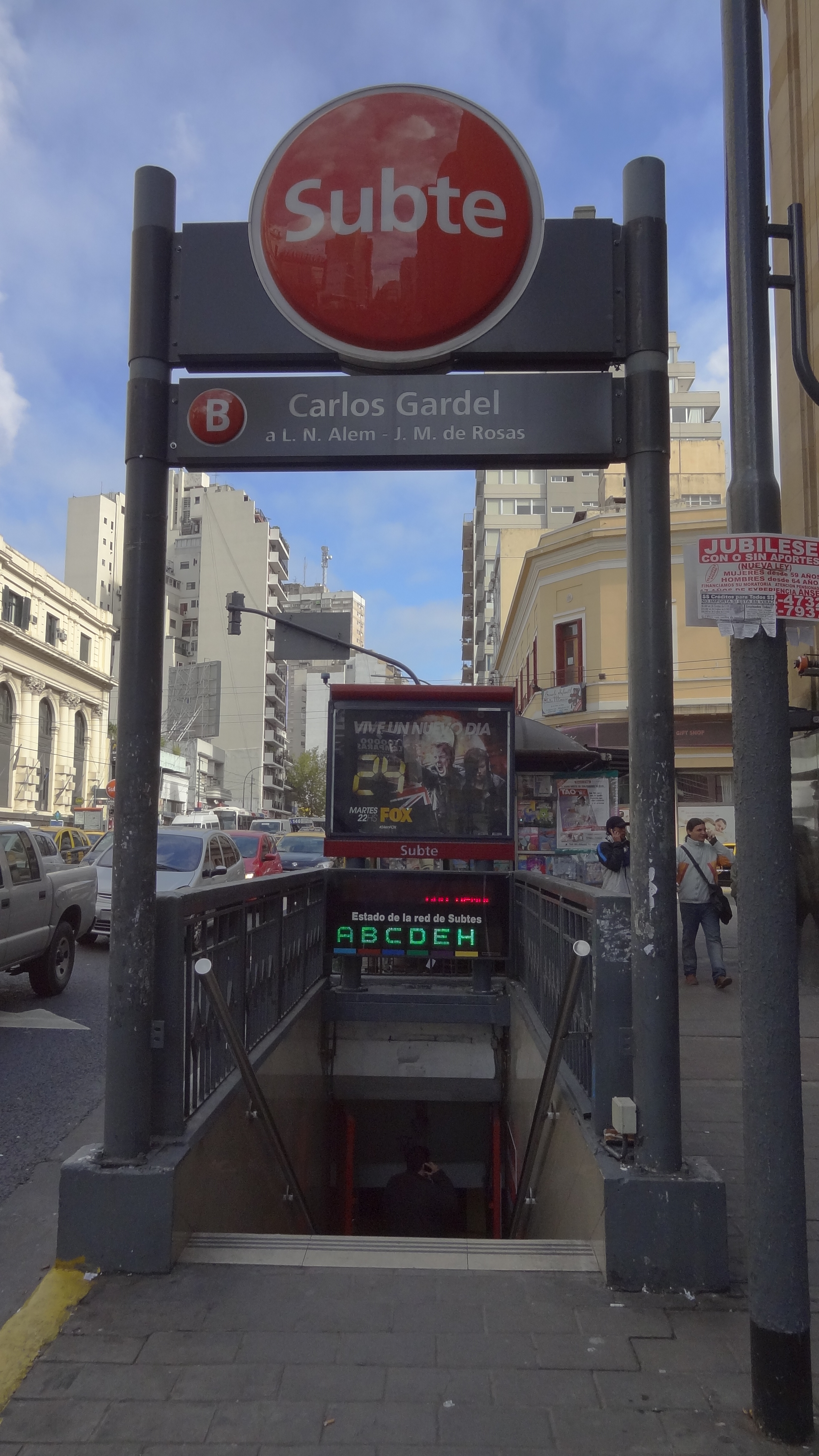
Acceso.